# Visca-Protokoll
VISCA (Video System Control Architecture) ist ein von Sony entwickelter Standard zur Kommunikation mit Videokameras. Er beschreibt sowohl ein Protokoll als auch eine (optionale) Netzwerktopologie. VISCA kann Geräte automatisch adressieren, ohne dass hierzu im Gerät selbst etwas eingestellt werden muss. Es können bis zu sieben Geräte über eine einzelne serielle Schnittstelle (RS-232 oder RS-485) angesprochen werden.

## Schnittstelle und Verdrahtung
VISCA lässt sich grundsätzlich mit RS232, RS485 und anderen seriellen Schnittstellen realisieren. Die Verdrahtung sieht vor, dass die Geräte in einem Kreis angeschlossen werden. Das bedeutet, die Sendeleitung des ersten Gerätes geht an die Empfangsleitung des zweiten Gerätes, die Sendeleitung des zweiten an die Empfangsleitung des dritten und so weiter. Die Sendeleitung des letzten Gerätes geht dann wieder zurück zur Empfangsleitung des ersten Gerätes. So erhält man einen geschlossenen Kreis ähnlich einem Token-Ring-Netzwerk.
Unter Umständen müssen die Datenpakete so alle Geräte passieren. Nur das angesprochene Gerät verwendet das für sich selbst bestimmte Datenpaket und sendet dann Empfangs- und Ausführungsbestätigungen weiter, die am Ende der Kette wieder zum Absender zurückgesendet werden.
Der Absender kann so zum Beispiel erkennen, ob ein Kommando in der Kette unbearbeitet geblieben ist, wenn er das Paket wieder zurückerhält.
Die Standard-Kommunikationsparameter für RS232 oder RS485 Kommunikation bei VISCA sind 9600 Baud, 8 Datenbits, 1 Startbit, 1 Stopbit, kein Paritybit. Einige Kameras können auch mit höheren Baudraten angesprochen werden. Die Erkennung erfolgt meist automatisch.

## Protokoll
Das VISCA-Protokoll ist relativ einfach aufgebaut. Es besteht stets aus 3 bis maximal 16 Bytes. Das erste und das letzte Byte haben eine feste Bedeutung. Die übrigen Bytes sind frei. Das letzte Byte ist immer das Endezeichen FFh. Es darf sonst innerhalb des VISCA-Paketes nicht vorkommen!
VISCA-Pakete lassen sich in Kommandos und Antworten unterteilen. Kommandos werden vom Controller (z. B. PC oder Steuerpult) zu den Kameras gesendet. Antworten sind die Bestätigungstelegramme der Kameras.
VISCA-Kommandos beginnen immer mit der Adresse des angesprochenen Gerätes (81h bis 87h). Ist die Adresse 88h, so sind alle Geräte angesprochen. 88h ist die sogenannte „Broadcast Adresse“.
VISCA-Antworten beginnen immer mit der Antwortadresse des antwortenden Gerätes (90h bis F0h). Die Antwortadresse ist anders als die Adresse des angesprochenen Gerätes im Kommando. Hierdurch kann man direkt erkennen, ob es sich um ein Kommando oder eine Antwort handelt. So hat z. B. das erste Gerät in der Kette die Adresse 81h und seine Antwortadresse ist 90h. Das zweite Gerät hat die Adresse 82h und seine Antwortadresse ist A0h. Das dritte Gerät besitzt die Adresse 83h und seine Antwortadresse ist B0h und so weiter.
Beispiel:
Der Controller fragt die erste Kamera nach dem aktuellen Zoomwert. Er sendet das Kommando 81 09 04 47 FF (hex). Die Kamera antwortet zum Beispiel mit 90 50 00 00 00 00 FF (hex). Die 90h ist die Antwortadresse der Kamera mit der Adresse 81h.

## Adressierung
Die Adressierung erfolgt bei VISCA automatisch. Die Adressenvergabe erfolgt in der Reihenfolge der Verdrahtung der Geräte. Der Controller sendet das Paket 88 30 01 FF (hex). Das erste Gerät in der Kette analysiert das Paket und bekommt die Adresse 81h zugewiesen, die sich aus dem dritten Byte im Paket (01h) ableitet. Es inkrementiert das Byte um eins (02h) und sendet das Paket, das dann 88 30 02 FF lautet weiter an die zweite Kamera. Das zweite Gerät in der Kette bekommt so die Adresse 82h zugewiesen und so weiter. Das letzte Gerät in der Kette sendet das so erzeugte Paket wieder zurück an den Controller. Dieser kann anhand der Antwort aus der Kette erkennen, wie viel Kameras sich in der Kette befinden. Erlaubt sind bis zu sieben Kameras.

## Unterschiede zum Pelco-D/P-Protokoll
Der Hauptunterschied zum Pelco-D/P-Protokoll ist das Fehlen einer Prüfsumme bei VISCA und die Art der Adressierung. Bei Pelco-D/P wird die Adresse im Gerät fest eingestellt bzw. programmiert (über DIP Schalter oder Ähnliches), bei VISCA wird sie hingegen dynamisch zugewiesen und ergibt sich aus der Reihenfolge bei der Verdrahtung. Daher ist bei VISCA ein größerer Aufwand bei der Verdrahtung zu machen. VISCA ist auch anfälliger gegenüber Leitungsunterbrechungen (beeinflusst die gesamte Kette) während Pelco-D/P durch den sternförmigen Aufbau demgegenüber robuster ist.
Daher ist VISCA für den Einsatz auf kurze Distanzen und eher nicht für ein größeres Areal geeignet.
Pelco-D/P erlaubt die Adressierung von bis zu 256 verschiedenen Kameras während VISCA nur bis zu sieben Adressen kennt.
Es gibt auch Protokollkonverter von Pelco-D/P auf VISCA, um beide Systeme zusammenzubringen und die Vor- und Nachteile zu kombinieren.

## Verbreitung
VISCA ist in fast allen Kamerablöcken von SONY wie z. B. FCB-EX480, FCB-EX780 etc. vorhanden.
Diese Kamerablöcke werden hauptsächlich im Sicherheitsbereich eingesetzt und sind auch in Produkte anderer Hersteller integriert. Es gibt auch Kameras mit integriertem Schwenk-Neige-Kopf von SONY wie z. B. EVI-D31 oder EVI-D100. Da diese Kameras nicht geeignet sind für den Einsatz im Freien oder im industriellen Umfeld gibt es auch Steuergeräte für robuste wetterfeste Schwenk-Neige-Köpfe, die das VISCA-Protokoll und SONY-Kameras unterstützen wie z. B. DCP-30 oder DCP-18 von GNT.